# Tassin-la-Demi-Lune
Tassin-la-Demi-Lune – miejscowość i gmina we Francji, w regionie Owernia-Rodan-Alpy, w departamencie Rodan.
Według danych na rok 1990 gminę zamieszkiwało 15 460 osób, a gęstość zaludnienia wynosiła 1985 osób/km² (wśród 2880 gmin regionu Rodan-Alpy Tassin-la-Demi-Lune plasuje się na 50. miejscu pod względem liczby ludności, natomiast pod względem powierzchni na miejscu 1296.).
Z Tassin-la-Demi-Lune pochodzi Corinne Maîtrejean, francuska florecistka.